# Август Вагенманн
Август Еміль Людвіг Вагенманн (нім. August Emil Ludwig Wagenmann) (* 5 квітня 1863 в Ґетінґен; † 12 Серпня 1955 в Гайдельберг) — німецький офтальмолог та науковець.

## Біографічні відомості
Август Вагенманн закінчив Геттінгенський університет і здобув освітньо-кваліфікаційний ступінь лікаря. Після університету він дістав посаду лікаря-асистента в Офтальмологічній клініці міста Ґетінґен, що функціонувала на той час на чолі з Теодором Лебером. У 1888 Август Вагенманн отримав ступінь приват-доцента в офтальмології.
У 1892 Август Вагенманн перейшов на роботу в Єнський університет на посаду завідувача кафедри офтальмології, де працював до 1910 року. В 1935 Вагенманну надано звання професора emeritus, а роком пізніше він став почесним членом Німецької офтальмологічної спілки.
Август Вагенманн автор багатьох наукових публікацій, більшість яких стосується патологічній анатомії. Його експериментальна робота з вивчення патології судин сітківки та хоріоідеї відзначена премією імені Альбрехта фон Грефе.

## Основні публікації
- Beitrag zur Kenntniss der Circulationsstörungen in den Netzhautgefässen, 1897
- Beitrag zur Kenntniss der Zündhütchenverletzungen des Auges, 1897
- Ueber zweimalige Durchbohrung der Augenhäute bei Eisensplitterverletzungen, 1901
- Zur Casuistik der Fremdkörperverletzungen des Auges, 1901
- Die Verletzungen des Auges: Mit Berücksichtigung der Unfallversicherung, In: Band 9, Teil 5 von Handbuch der gesamten Augenheilkunde / Graefe-Saemisch, Ausgabe 2, Engelmann, 1913
- Multiple Neurome des Auges und der Zunge. In: Ber Dtsch Opthalmol. Bd. 43, 1922, S. 282–285.